# Constant Djakpa
Constant Djakpa (Abidjan, 17 de outubro de 1986) é um futebolista marfinense, que atua como defensor.

## Carreira
Djakpa representou o elenco da Seleção Marfinense de Futebol no Campeonato Africano das Nações de 2008 e na Copa de 2014.